# Polyosmaceae
Polyosmaceae é uma família de plantas dicotiledóneas que é composta por 60 espécies do género Polyosma
São plantas arbóreas com folhas opostas. Podem ser encontradas desde a  China até à Austrália e à Nova Caledónia.
Na classificação clássica (1981), os membros deste género faziam parte da família Grossulariaceae.
Nos sistemas APG e APG II, a divergência desta família situa-se ao nível das euasterídeas II.